# Rannu
Rannu è un comune rurale dell'Estonia meridionale, nella contea di Tartumaa, affacciato sul Lago di Võrts. Il centro amministrativo è la località (in estone küla) di Vallapalu.

## Località
Il comune comprende due borghi (in estone alevik), Kureküla e Rannu, e altre 16 località:
Ervu - Järveküla - Kaarlijärve - Kipastu - Koopsi - Kulli - Neemisküla - Noorma - Paju - Sangla - Suure-Rakke - Tamme - Utukolga - Vallapalu - Vehendi - Verevi - Väike-Rakke